# 櫻庭繁
櫻庭 繁（さくらば しげる、1947年 - ） は、日本の看護学者。京都大学名誉教授。専門は精神看護学、精神保健。

## 人物・経歴
茨城県生まれ。国立国府台病院附属高等看護学校を経て、1973年明治学院大学社会学部卒業。1978年千葉大学看護学部助手。1991年千葉大学看護学部講師。1997年浜松医科大学看護学部教授、医学博士。2004年京都大学医学部保健学科教授、日本看護医療学会会長。2011年京都大学名誉教授。2018年東都医療大学幕張ヒューマンケア学部学部長。

## 編書
- 『精神保健福祉ハンドブック』（吉川武彦, 谷中輝雄と共編著）メヂカルフレンド社 2001年
- 『生物学的アプローチによる精神科ケア』（森則夫, 瀧川薫と共編）南江堂 2001年
- 『事例で学ぶ精神看護学』メヂカルフレンド社 2003年
- 『リスクマネジメント』（松下正明と責任編集）中山書店 2004年
- 『統合失調症』（坂田三允と責任編集）中山書店 2004年
- 『身体合併症の看護』（松下正明と責任編集）中山書店 2004年
- 『気分障害・神経症性障害・PTSD・せん妄』中山書店 2005年
- 『こどもの精神看護』中山書店 2005年
- 『精神看護と法・倫理』（坂田三允, 松下正明と責任編集）中山書店 2006年
- 『いのちを伝える臓器移植看護』（林優子と共編著）メディカ出版 2006年
- 『患者の安全を守る看護技術』（根本英行, 長谷川雅美と責任編集）中山書店 2006年

## 監訳
- 『精神科看護ポケットリファレンス』医学書院 2000年